# Вулиця Михайля Семенка (Харків)
Вулиця Михайля Семенка — вулиця у Київському районі Харкова. Починається від вулиці Григорія Сковороди і йде на південний схід. За будинком № 20, за проїздом до двору, починається Дігтярна вулиця, яка фактично є продовженням вулиці Михайля Семенка.

## Історія
Виникнення вулиці відносять до кінця XIX століття. На початку XX століття вулиця ще не мала назви. Вона відходила від колишньої Німецької (нині Григорія Сковороди) у напрямку Журавлівської вулиці (нині вулиця Шевченка), закінчувалась невеликим Котячим яром і переходила у Дігтярну вулицю. Офіційно вона почала існувати в 1909 році. Саме тоді їй була присвоєна назва на честь російського композитора П. І. Чайковського.
26 липня 2024 року розпорядженням Харківської обласної військової адміністрації вулиця перейменована на честь поета доби Розстріляного відродження Михайля Семенка.

## Будинки

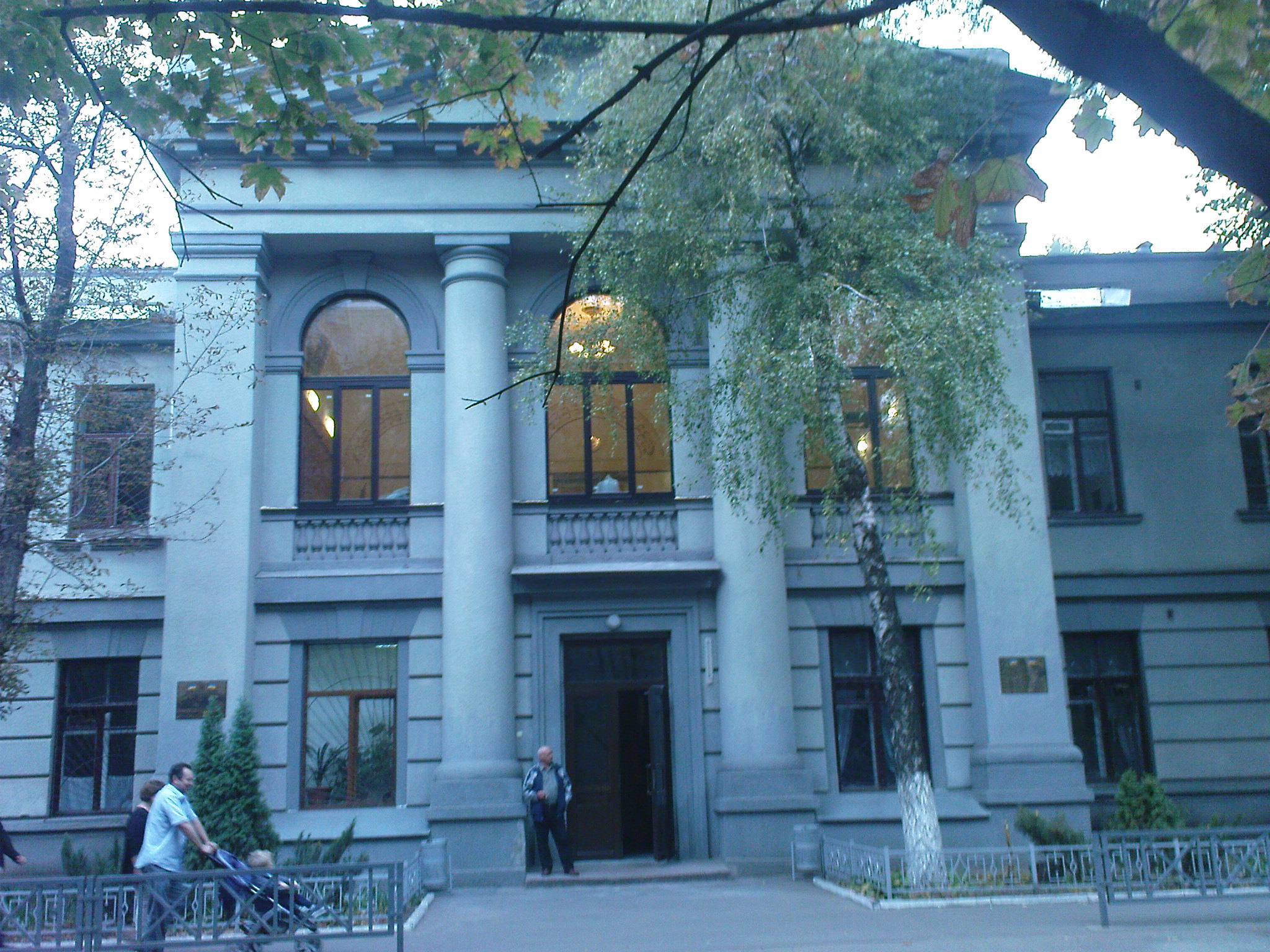
Будинок № 4

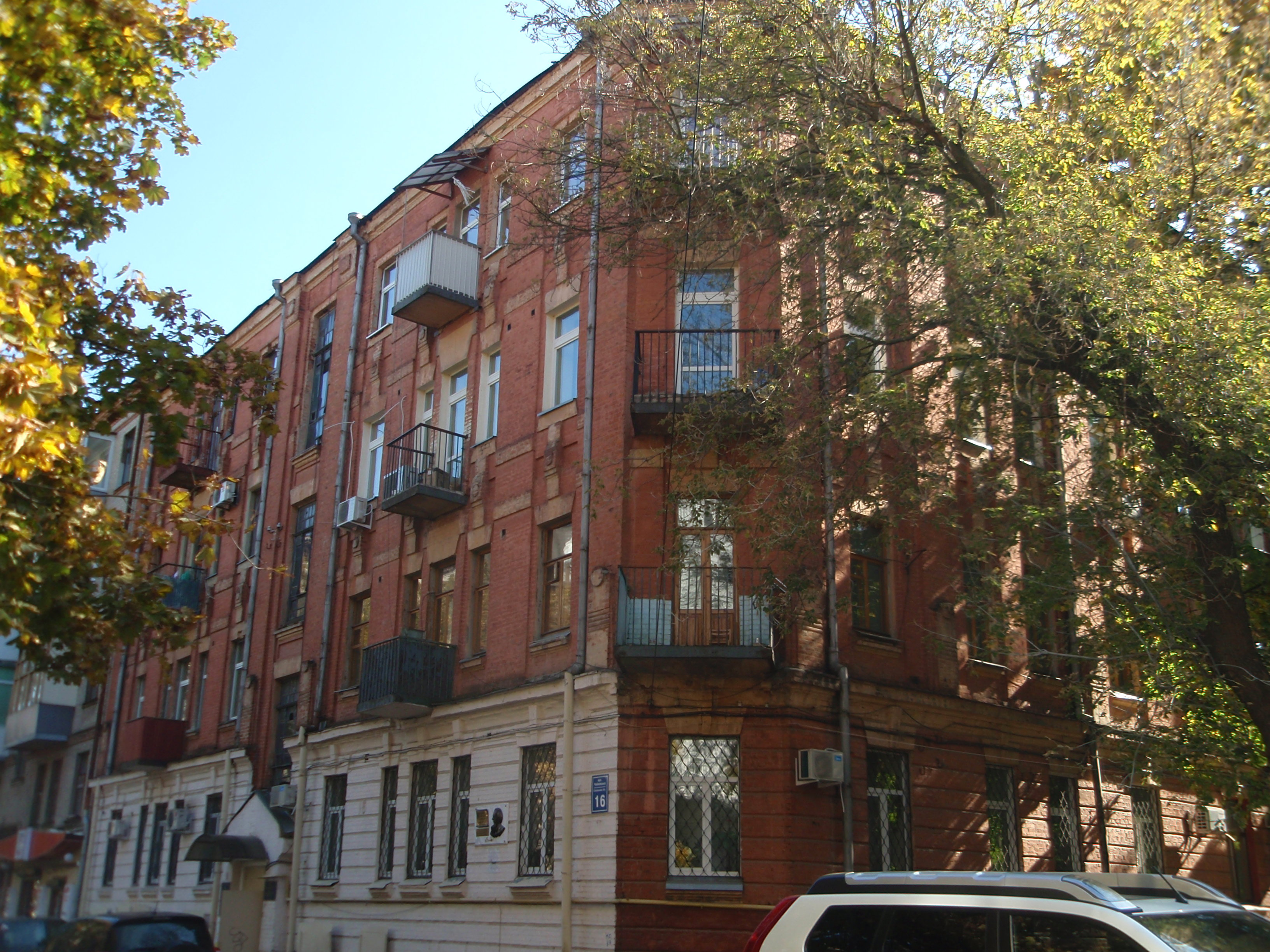
Будинок № 16

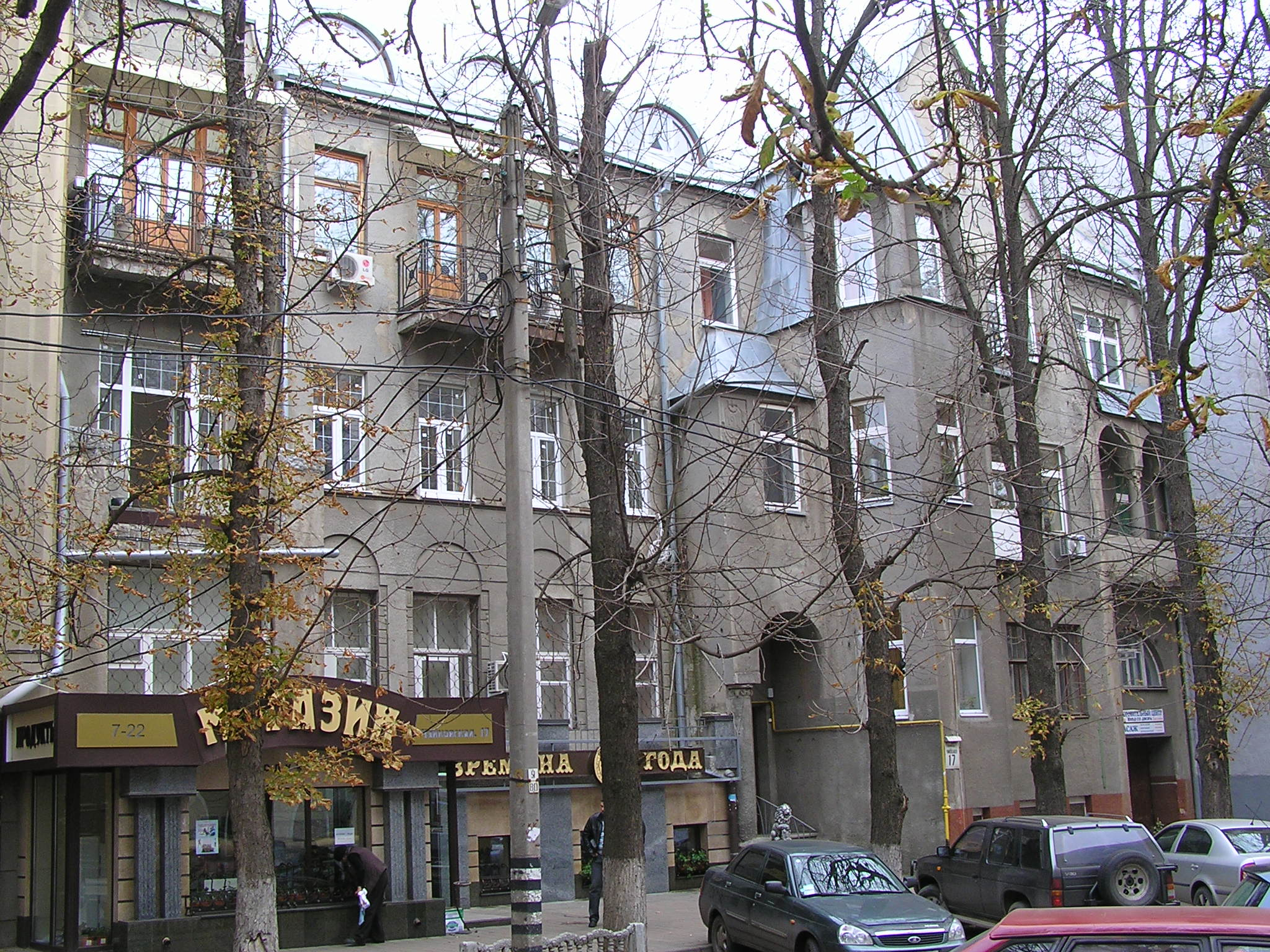
Будинок № 17

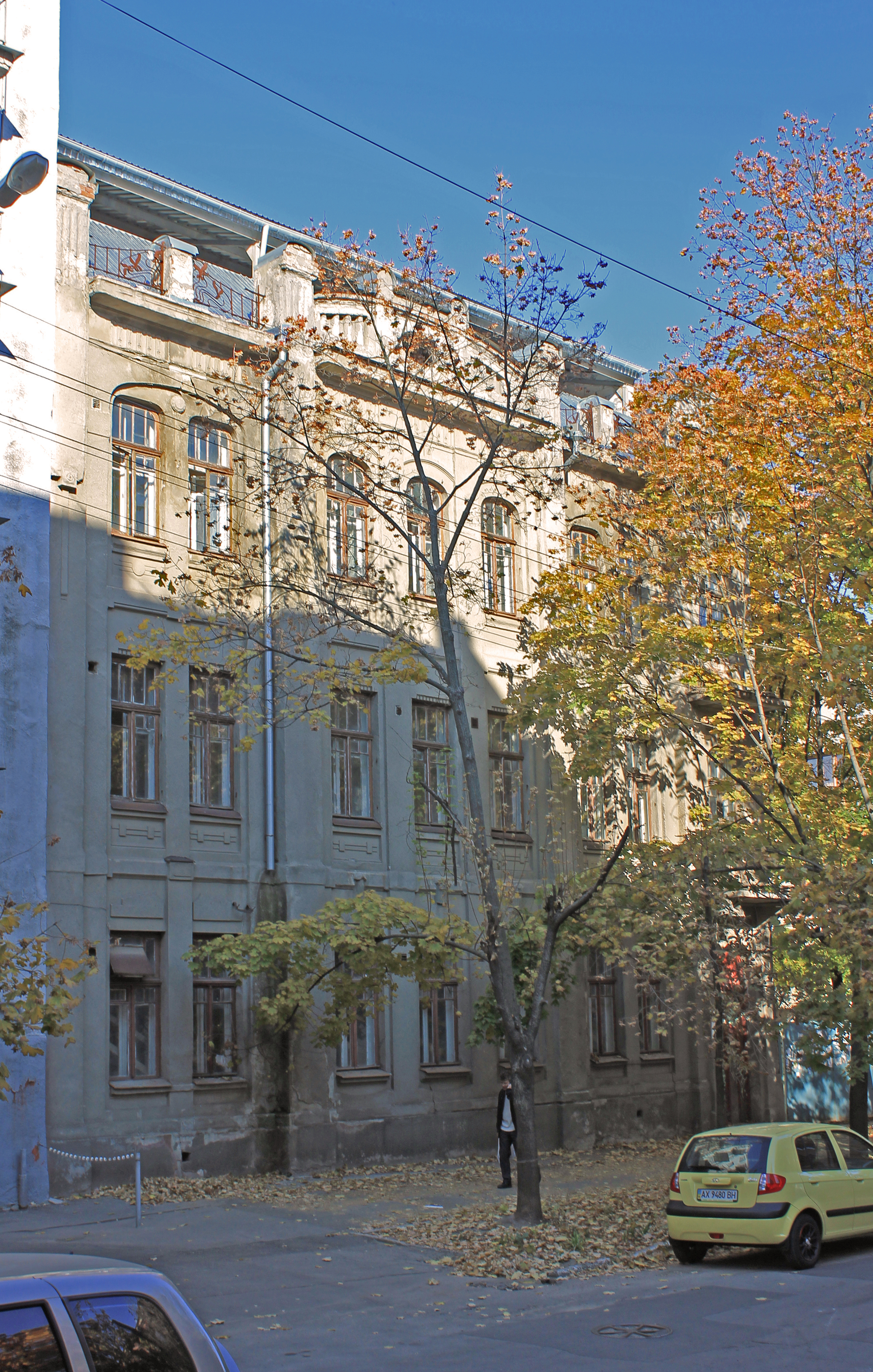
Будинок № 21

- Буд. № 1 (вул. Григорія Сковороди, 86) — пам'ятка архітектури Харкова, маєток початку XX ст. Цей будинок, а також будинок № 3 були зведені, імовірно, за проєктом В. В. Величка; можливо, що автором будинку № 3 був І. Виноградський. Обидва будинки були реконструйовані й надбудовані після війни, зараз у них розміщується Український науково-дослідний інститут лісового господарства та агролісомеліорації імені Г. М. Висоцького. Подвір'я інституту є ботанічною пам'яткою природи місцевого значення. Висаджені на ньому дерева-екзоти утворили на міській вулиці затишний природний куточок.
- Буд. № 2 (вул. Григорія Сковороди, 84) — пам'ятка архітектури, колишній притулок дворянських сиріт, побудований у 1915 році за проєктом архітектора О. М. Бекетова. Зараз це навчальний корпус кафедри криміналістики юридичного університету ім. Ярослава Мудрого.
- Буд. № 4 — також спроєктований О. М. Бекетовим притулок для престарілих дворян, 1916 рік. Нині тут розміщується Інститут ґрунтознавства та агрохімії імені О. Н. Соколовського НААН України[2]. Будинок також є пам'яткою історії Харкова, тут працював вчений-лісівник і ґрунтознавець Г. М. Висоцький.
- Буд. № 8 — житловий будинок, архітектор О. І. Ржепішевський, 1914 рік. Пізніше був заселений співробітниками УФТІ.
- Буд. № 13 — пам'ятка архітектури, житловий будинок, 1920-і роки, архітектор невідомий.
- Буд. № 14 (у дворі) — у цьому будинку в різні роки жили видатні науковці-фізики — Л. В. Шубников, А. О. Слуцкін, І. Є. Островський, про що свідчать меморіальні дошки.
- Буд. № 15 — житловий будинок, архітектор О. М. Гінзбург, 1910-і роки. Було надбудовано 2 поверхи.
- Буд. № 16 — пам'ятка архітектури, житловий будинок поч. XX ст., архітектор невідомий. До революції в ньому був розважальний готель, а одразу після неї тут оселилася Харківська ВНК. У будинку влаштували тюрму, камери тортур, тут розстрілювали людей і таємно ховали їх у Котячому яру. Навіть харківські візники категорично відмовлялися їхати на Чайковську вулицю (нині Михайля Семенка). Пізніше, коли «надзвичайка» переїхала на інше місце, будинок заселили пересічними мешканцями.

У цьому будинку в 1980—1994 роках мешкав український композитор, педагог, заслужений діяч мистецтв України В. С. Бібік, у пам'ять якого на фасаді встановлено меморіальну дошку.
- Буд. № 17 — пам'ятка архітектури, житловий будинок, архітектор О. І. Ржепішевський, 1911 рік.
- Буд. № 20 — побудована у 1930-і роки школа № 100. Після війни була перебудована під житловий будинок. У цьому будинку в 1949—1980 роках жив учений-фізик, академік АН УРСР В. Є. Іванов. На фасаді встановлено присвячену йому меморіальну дошку[4].
- Буд. № 21 — пам'ятка архітектури, житловий будинок, архітектор, імовірно, Б. І. Гершкович, 1913 рік. Також можливе авторство Ф. Ф. Небеля. Раніше будівля використовувалася як туберкульозне відділення дитячої клінічної лікарні № 23.